# Dendrobium pogonantherum
Dendrobium pogonantherum är en orkidéart som beskrevs av Johannes Jacobus Smith. Dendrobium pogonantherum ingår i släktet Dendrobium, och familjen orkidéer. Inga underarter finns listade i Catalogue of Life.